# Malpighia coccigera
Malpighia coccigera är en tvåhjärtbladig växtart som beskrevs av Carl von Linné. Malpighia coccigera ingår i släktet Malpighia och familjen Malpighiaceae. Inga underarter finns listade i Catalogue of Life.

## Bildgalleri

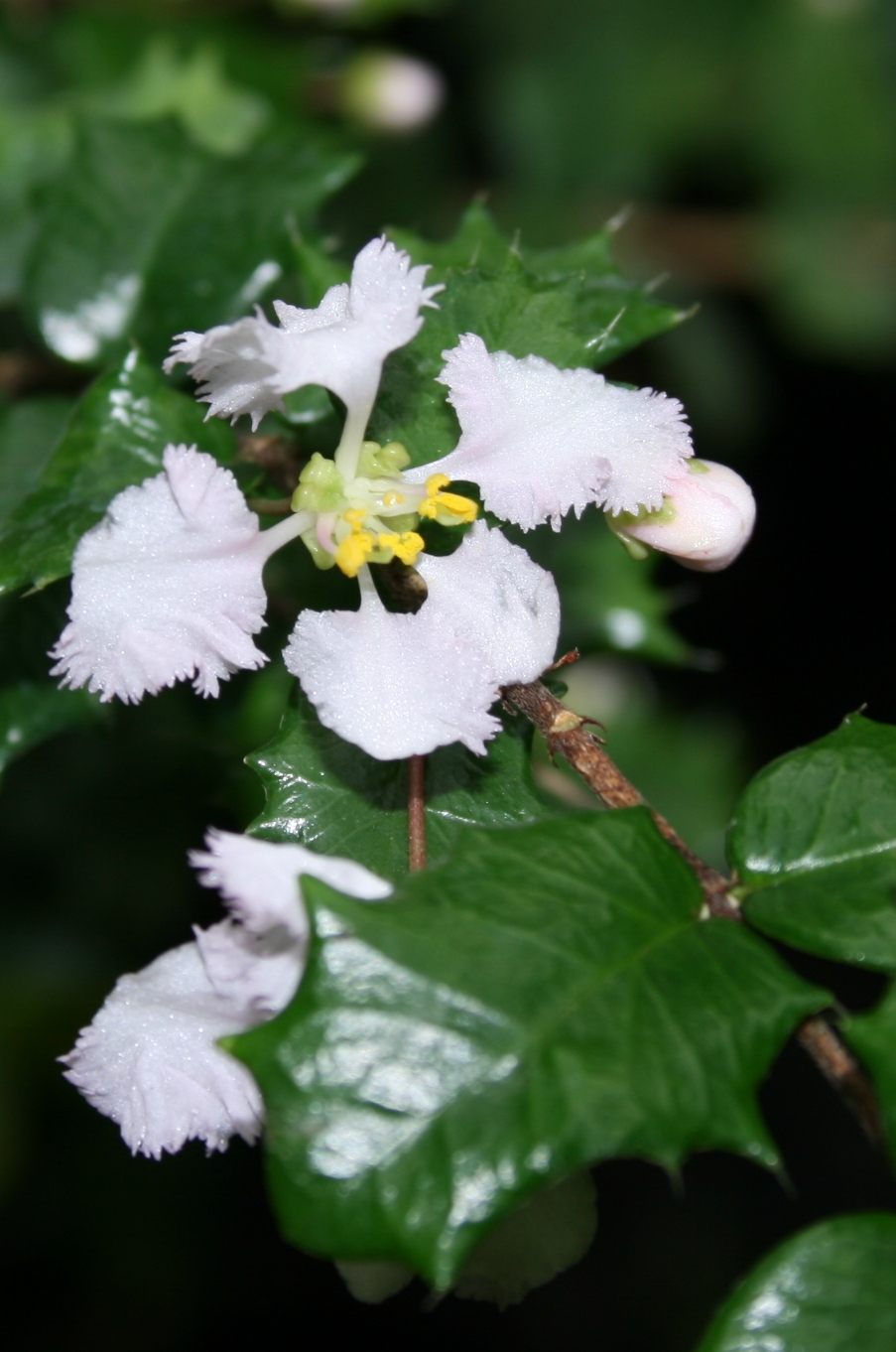
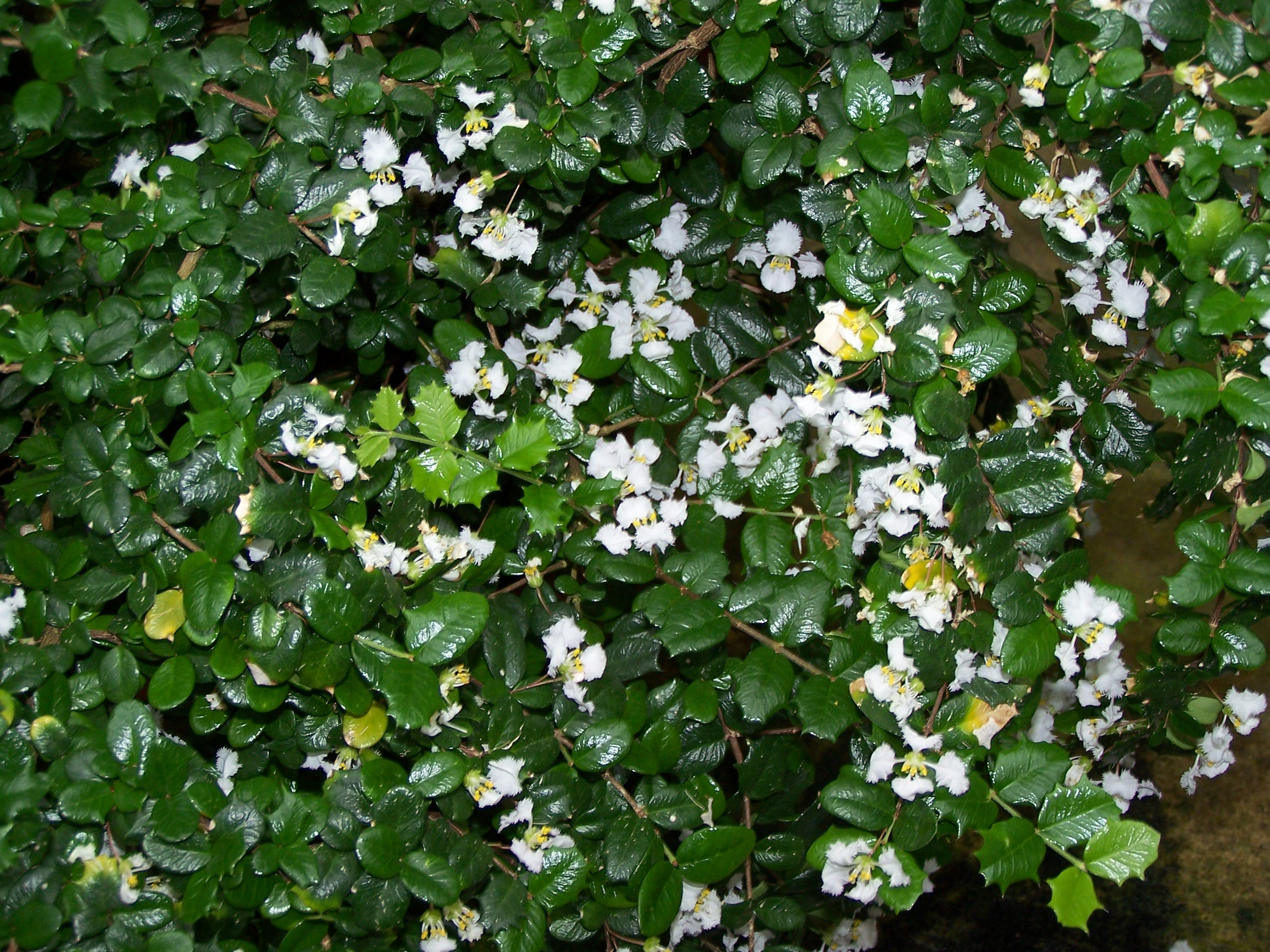
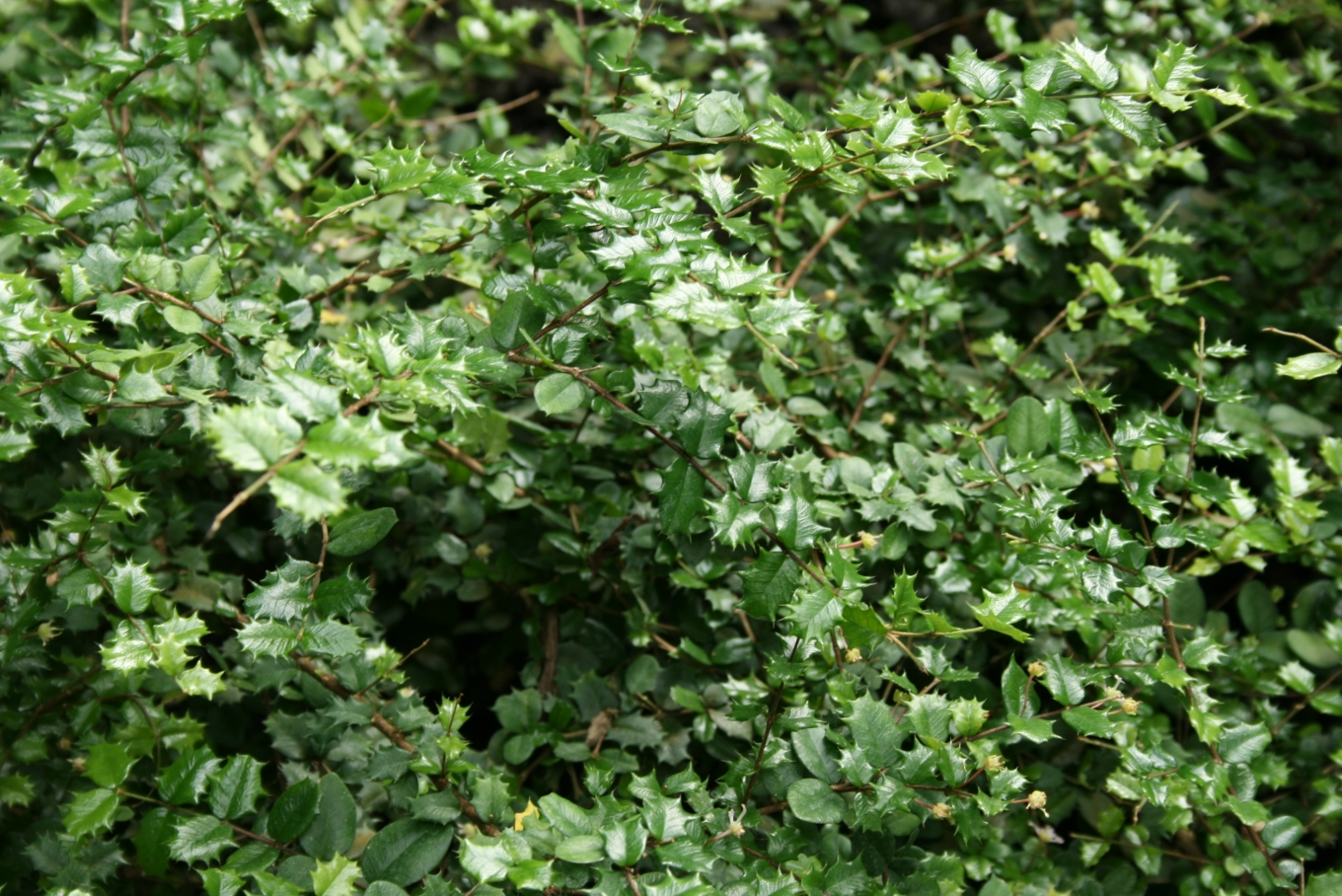
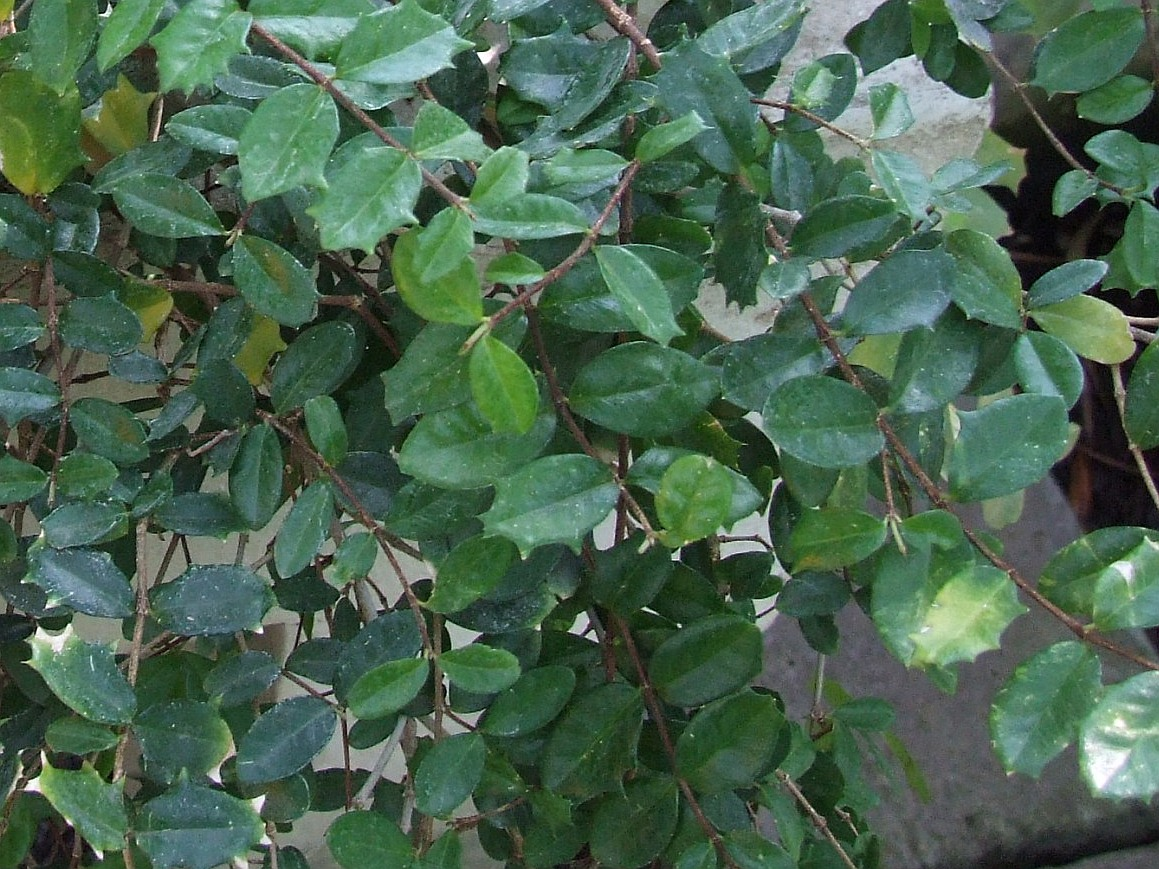
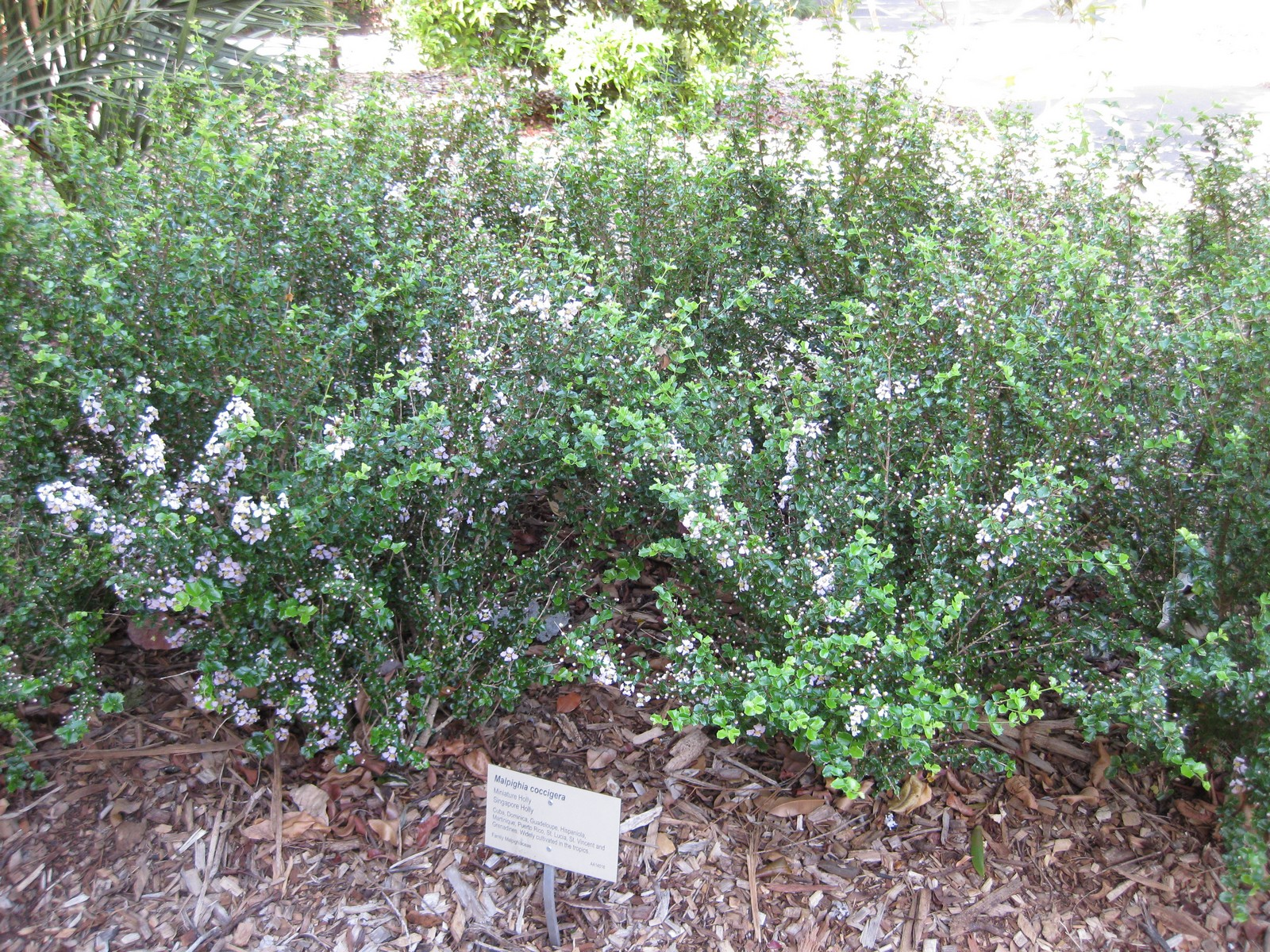
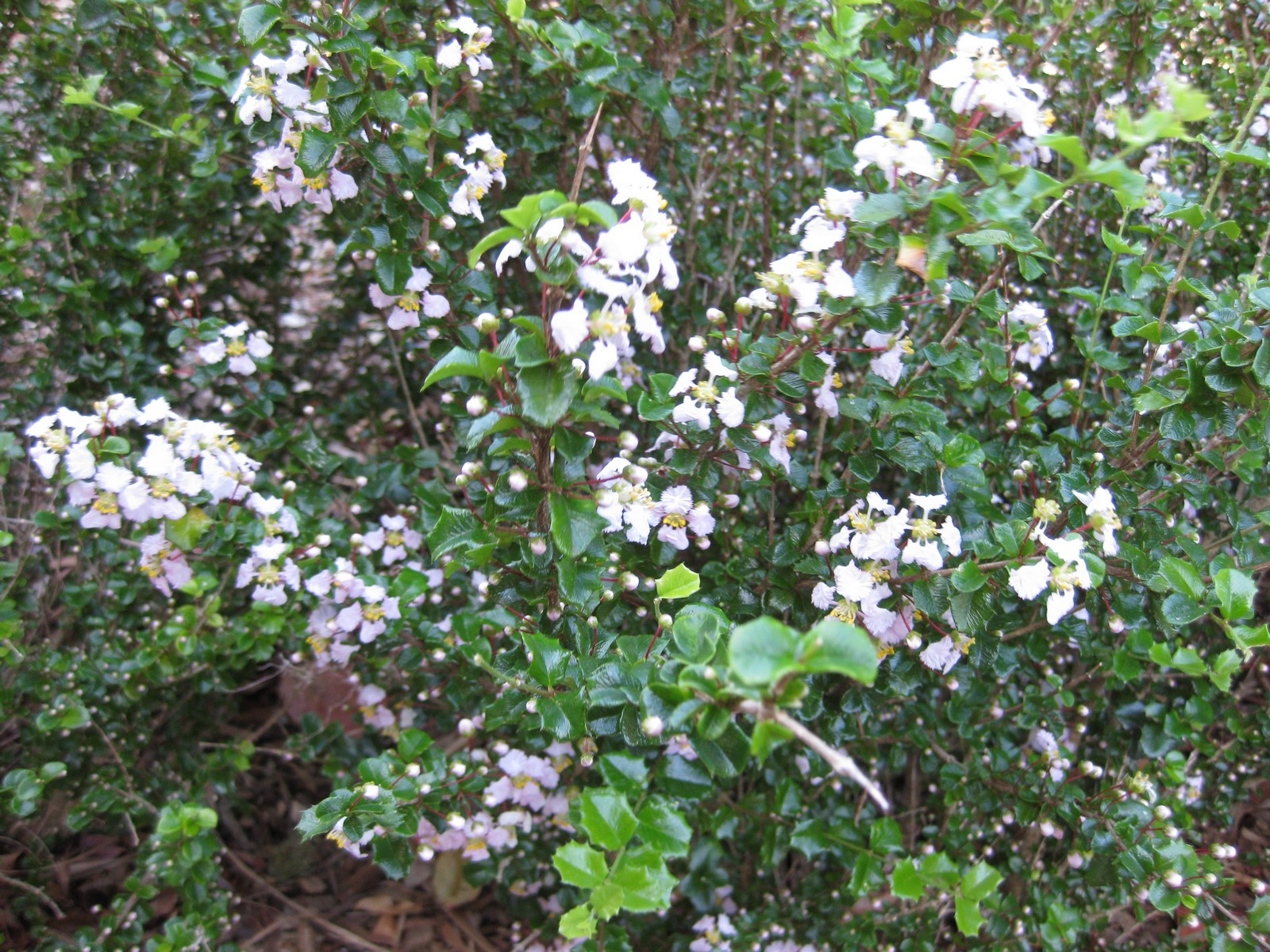